# ليزا تسيمرمان
ليزا تسيمرمان (بالألمانية: Lisa Zimmermann)‏ (و. 1996  م) هي متزحلقة حرة ألمانية، ولدت في نورنبرغ، شاركت في الألعاب الأولمبية الشتوية 2014.

## روابط خارجية
- ليزا تسيمرمان على موقع الاتحاد الدولي للتزلج (التزلج الحر) (الإنجليزية)
- ليزا تسيمرمان على موقع أوليمبيديا (الإنجليزية)
- ليزا تسيمرمان على موقع اللجنة الأولمبية الألمانية (الألمانية)